# ビー・ウィザウト・ユー
「ビー・ウィズアウト・ユー」（Be Without You）はメアリー・J. ブライジのシングル。7thアルバム『ザ・ブレイクスルー』(The Breakthrough)からの先行シングルとして2005年9月に発売された。
恋人との関係を上手く保っていくことの難しさと相手を愛しく思う気持ちを切ないメロディーラインに乗せて歌ったこの曲は、ビルボード・R&Bチャート(Billboard Hot R&B/Hip-Hop Songs)で15週連続1位を記録するヒットになり、ホット・チャートでも最高位3位を記録し、33週チャートインした。このラングラン・ヒットは、ビルボード誌で一時期中断されていたR&Bチャートが1965年に再開されて以降での史上最高記録となった。同じく大ヒットした収録アルバムの『ザ・ブレイクスルー』と共に2006年度のビルボード誌年間R&B/ヒップホップチャートの1位を獲得。その他グラミー賞を始め様々な楽曲賞を受賞した。
楽曲制作は、メアリー・J. ブライジのほか、ブライアン・マイケル・コックス、ジェイソン・ペリー、ジョンティ・オースティンといった面々で、プロデュースもブライアン・マイケル・コックスが担当し、ロン・フェアも参加している。

## ミュージック・ビデオ
マシュー・ローストンによって撮影されたミュージック・ビデオで、メアリーの相手役を演じているのはテレンス・ハワードである。このMVもビルボードやBETアワードでビデオ賞を受賞している。
ちなみにメアリーは、テレンス・ハワード主演の2015年にTVドラマ『Empire 成功の代償』のシリーズ1の第10話「Sins of the Father」(season 1)の回に女優としてアンジー(Angie)役で出演しているが、そのシリーズ1のサウンドトラック曲「シェイク・ダウン with テレンス・ハワード」(Shake Down)で彼とデュエットしている。

## チャート記録
| チャート(2006)                                                                        | 最高位 |
| ------------------------------------------------------------------------------------- | ------ |
| アメリカ「ホット100・シングルチャート」(Billboard Hot 100)                            | 3      |
| アメリカ「ホットR&B/ヒップホップ・シングルチャート」(Billboard Hot R&B/Hip-Hop Songs) | 1      |
| アメリカ「ダンスクラブ・チャート」(Dance Club Songs)                                  | 1      |
| アメリカ「メインストリーム・トップ40」(Mainstream Top 40)                             | 1      |
| アメリカ「年間ビルボードチャート」(Billboard Hot 100)                                 | 11     |
| イギリス「全英シングルチャート」(UK Singles Chart)                                    | 32     |

## リミックス・バージョン
- スタット・クオ（英語版） リミックス (Stat Quo Remix)
- モト・ブランコ（英語版） ボーカル・ミックス (Moto Blanco Vocal Mix)
- Kendu ミックス (Kendu Mix)
- ビデオ MTV バージョン (Video - MTV Version)

## 受賞・ノミネート
- 2006年ビルボード・ミュージック・アワード (2006 Billboard Music Awards)
  - トップR&B楽曲賞 (Top R&B Song)受賞
  - 年間R&B/ヒップホップ・エアプレイ楽曲賞 (R&B/Hip-Hop Airplay Song of the Year)受賞
  - 年間ホット100エアプレイ楽曲賞 (Hot 100 Airplay Song of the Year)受賞
  - 年間ビデオクリップ賞 (Videoclip of the Year)受賞
  - 年間ビデオクリップ・アーティスト賞 (Videoclips Artist of the Year )ノミネート

- 第6回BETアワード (BET Awards 2006)
  - 年間ビデオ賞 (Video of the Year)受賞

- 第49回グラミー賞 (49th Annual Grammy Awards)
  - 最優秀女性R&Bボーカル・パフォーマンス賞 (Best Female R&B Vocal Performance)受賞
  - 最優秀R&B楽曲賞 (Best R&B Song)受賞
  - 年間レコード大賞 (Record of the Year)ノミネート
  - 年間楽曲賞 (Song of the Year)ノミネート

- 第38回NAACPイメージ・アワード (38th NAACP Image Awards)
  - アウトスタンディング・楽曲賞 (Outstanding Song)ノミネート

- 2006年MTV ビデオ・ミュージック・アワード (2006 MTV Video Music Awards)
  - 最優秀R&Bビデオ賞 (Best R&B Video)ノミネート

- 2007年米国作曲家作詞家出版者協会賞 (ASCAP)
  - 最優秀パフォーマンス・楽曲賞 (Most Performed Songs)受賞
  - ポップミュージック賞 (Pop Music Award)受賞
  - 年間楽曲賞 (Song of The Year)受賞

## カバー
- ブーティー・ラヴ（英語版） - 2007年のアルバム『ブギー・2ナイト』(Boogie 2nite)収録

## 他の楽曲へのサンプリング
- ベイビーファザー（英語版）(ディーン・ブラント（英語版）)の「バブル」(Bubble) - 2016年
- プライズの「オール・ズィー・アバブ feat. ケヴィン・ゲイツ（英語版）」(All Thee Above feat. Kevin Gates) - 2018年